# Mohammed el-Baradei

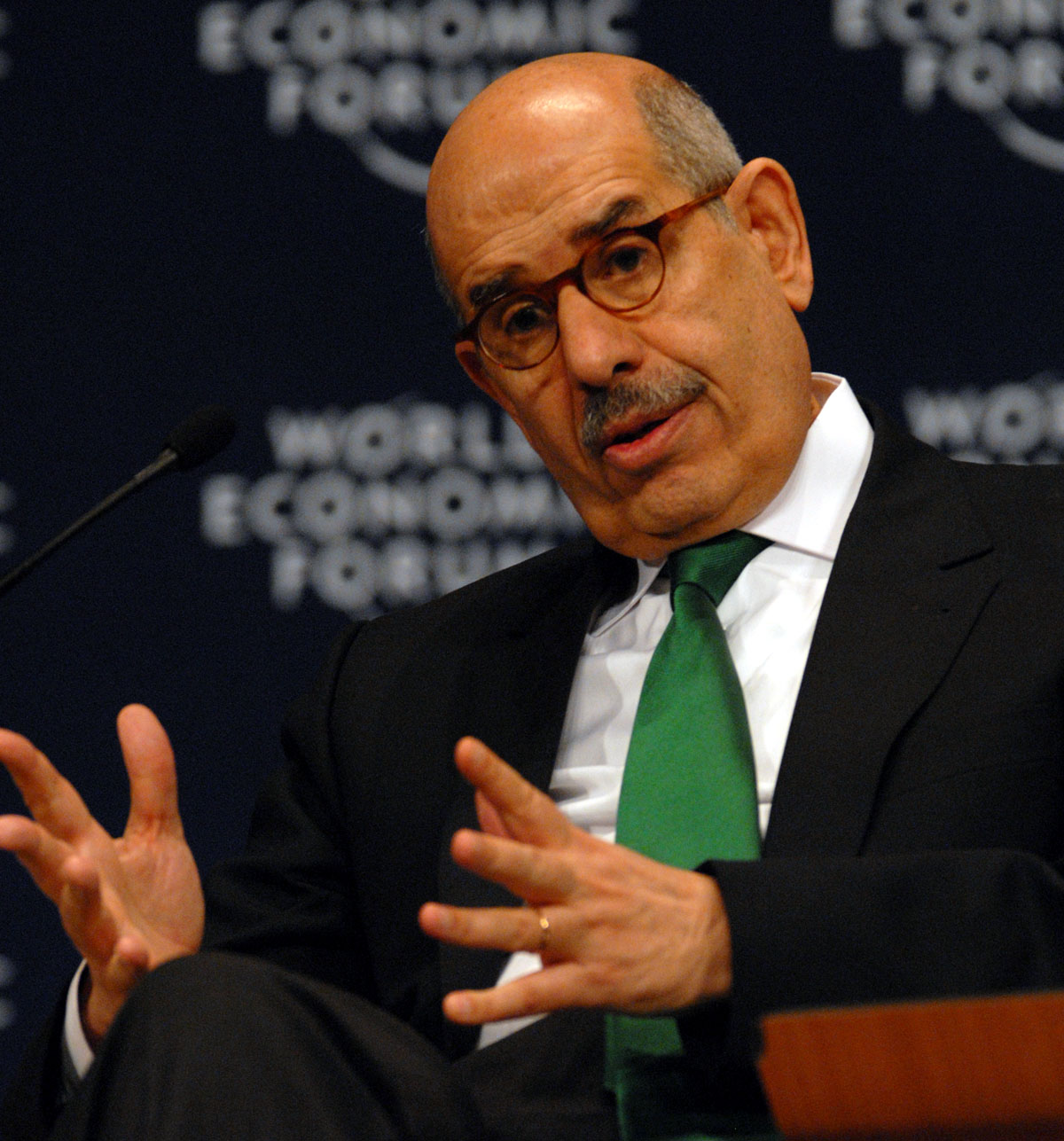
Mohammed el-Baradei (2008)

Mohammed el-Baradei (arabisch محمد مصطفى البرادعي Muḥammad Muṣṭafā al-Barādaʿī; * 17. Juni 1942 in Kairo, Ägypten) ist ein ägyptischer Diplomat. Er war von 1997 bis zum 30. November 2009 Generaldirektor der Internationalen Atomenergieorganisation (IAEO) und erhielt zusammen mit dieser im Jahr 2005 den Friedensnobelpreis. Ende April 2012 gründete er eine eigene politische Partei namens „Verfassungspartei“. Er führt außerdem das Oppositionsbündnis Nationale Heilsfront an.
Vom 14. Juli 2013 bis zum 14. August 2013 war er Vizepräsident Ägyptens.

## Leben
Mohammed el-Baradei ist der Sohn des Anwalts Mustafa el-Baradei, des ehemaligen Präsidenten der Egyptian Bar Association. Er studierte in Kairo Rechtswissenschaften und schloss das Studium 1962 mit der Licence (bzw. dem Bakkalaureat) ab. Im Jahr 1964 begann seine Karriere als Diplomat, zunächst an der Ständigen Vertretung seines Landes bei den Vereinten Nationen in New York und in Genf. 1974 wurde er an der New York University School of Law promoviert und war danach bis 1978 Rechtsberater im ägyptischen Außenministerium.
Er ist Mitglied der International Law Association und der American Society of International Law sowie Alumnus des Salzburg Seminars. Verheiratet ist er mit der Kindergärtnerin Aida Elkachef. Das Ehepaar el-Baradei hat zwei Kinder, Laila und Mustafa. Im Zusammenhang mit den Verhandlungen in der Islamischen Republik Iran um die Einschränkung der atomaren Forschung kamen Gerüchte auf, dass Aida Elkachef Iranerin sei und el-Baradei dadurch nicht neutral bewerte. Man fürchtete eine Einflussnahme seiner Ehefrau. Dieser Aussage wurde von der IAEO öffentlich widersprochen.

### Wirken in der IAEO
1980 wechselte er zu den Vereinten Nationen in das Internationale Rechtsprogramm am Ausbildungs- und Forschungsinstitut der Vereinten Nationen. Parallel dazu war er von 1981 bis 1987 als außerordentlicher Professor für Internationales Recht an der New York University School of Law tätig.
1984 wurde er zum Repräsentanten des Generaldirektors der Internationalen Atomenergieorganisation (IAEO) ernannt. Von 1987 bis 1991 leitete er die Rechtsabteilung der Behörde. 1993 wurde er Stellvertreter des Generaldirektors Hans Blix für externe Angelegenheiten. Am 1. Dezember 1997 wurde er selbst zum Nachfolger von Hans Blix als Generaldirektor gewählt, im Jahr 2001 wurde er durch Wiederwahl in diesem Amt bestätigt.
El-Baradei kritisierte die Begründung für den Irakkrieg, in dieser Region würden Massenvernichtungswaffen gelagert, und wurde deshalb zum Ziel scharfer diplomatischer Angriffe von Seiten der US-Regierung unter George W. Bush. Diese versuchte über Monate hinweg, seine Wiederwahl als Generaldirektor der IAEO zu verhindern. Als weiteren Grund trugen die USA vor, dass el-Baradei sich nicht deutlich genug gegen das iranische Atomprogramm ausgesprochen habe. Zwar kritisierte el-Baradei immer wieder Iran, sein Atomwaffenprogramm den Inspektionen nicht ausreichend zu öffnen, verweigerte sich aber dem Druck der USA, die Existenz eines geheimen iranischen Atomwaffenprogramms zu bestätigen. Er warnte vor einem militärischen Angriff und sprach sich für Verhandlungen mit Iran aus. Erst nach einem Treffen zwischen el-Baradei und der US-Außenministerin Condoleezza Rice verstummten die kritischen Stimmen aus der US-Regierung.
Im Dezember 2004 wurde bekannt, dass el-Baradei von den USA systematisch abgehört wurde. Er zeigte sich empört, zumal er bislang zwar wusste, dass die USA gegen ihn arbeiteten, jedoch nicht, dass die Regierung Bush einen Eklat riskieren und ihn belauschen würde. Er vermutet, dass die US-Regierung den illegalen Lauschangriff benutzen wollte, um belastendes Material zu finden, mit dem es möglich gewesen wäre, ihn zu erpressen und aus dem Amt zu drängen. El-Baradei war ein Gegner der Pläne von US-Präsident George W. Bush, neue, kleine Atombomben entwickeln zu lassen und sah darin ein Verstoß gegen den Geist des Atomwaffensperrvertrages.
Vor dem Hintergrund der ab 2005 auch in den USA zunehmenden Zweifel an der Richtigkeit der Intervention im Irak ebbte dieses diplomatische „Sperrfeuer“ allmählich wieder ab. Am 26. September 2005 wurde el-Baradei von der IAEO-Hauptversammlung in ihrem Sitz in Wien einstimmig für eine dritte vierjährige Amtszeit als Generaldirektor bestätigt. Seine Amtszeit endete planmäßig zum 30. November 2009; Nachfolger wurde der japanische Diplomat Yukiya Amano.
2011 kritisierte el-Baradei bezüglich des Konfliktes mit der Islamischen Republik Iran, dass die Vereinigten Staaten und Europa wichtige Dokumente und Informationen zurückhielten. Sie seien nicht an einem Kompromiss mit der iranischen Regierung, sondern an einem Regimewechsel „mit allen erforderlichen Mitteln“ interessiert gewesen. Auch islamischen Republik warf er „Tricksereien“ vor.

### Hinwendung zur Politik in Ägypten und Parteigründung
El-Baradei war die zentrale Figur der Nationalen Bewegung für Veränderung, zu der sich im Februar 2010 zahlreiche Oppositionspolitiker zusammengeschlossen hatten. Sie setzte sich für demokratische Reformen in Ägypten ein. Am 6. September 2010 rief el-Baradei zum Boykott der für November anstehenden Parlamentswahl in Ägypten auf, weil diese Abstimmung mit Sicherheit manipuliert werden würde.
Vor dem Hintergrund der Revolution in Ägypten 2011 machte er in einem in der Newsweek am 26. Januar 2011 erschienenen Artikel US-Außenministerin Hillary Clinton schwere Vorwürfe wegen deren zu zurückhaltenden Kritik am Ablauf der Parlamentswahlen. Am 27. Januar forderte er Staatspräsident Hosni Mubarak auf, sich aus der Politik zurückzuziehen, und bot sich selbst als Alternative für eine Übergangsregierung an. Tags darauf gab es Berichte, wonach er in Kairo unter Hausarrest gesetzt worden sei, nachdem er an einer verbotenen Demonstration teilgenommen hatte. In einem am Folgetag mit al-Dschasira geführten Interview sagte er, er wisse nichts von einem Hausarrest. Die Proteste würden so lange andauern, bis der Präsident zurückgetreten sei. Das politische System müsse sich ändern, bevor Ägypten vorankommen könne. Die Rede Mubaraks, in der dieser die Auflösung seines Regierungskabinetts angekündigt hatte, bezeichnete er als enttäuschend.
2011 äußerte el-Baradei innerhalb eines demokratischen Systems für das Amt des Präsidenten kandidieren zu wollen. Doch bereits im Januar 2012 zog er die Kandidatur aus Protest gegen die ägyptischen Militärmachthaber mit Hinweis darauf, dass faire Wahlen derzeit nicht möglich seien, wieder zurück.
Ende April 2012 gründete el-Baradei mit der „Verfassungspartei“ eine eigene politische Partei. Sie solle eigenen Angaben zufolge als Alternative zu den dominierenden islamistischen Gruppierungen die Revolution retten. Gleichzeitig bewertete el-Baradei die Übergangsphase unter der Herrschaft des Militärrats als „tragisch“, da sich die Wirtschaftslage verschlechtert habe und bis zur Präsidentschaftswahl keine neue Verfassung ausgearbeitet worden sei.
Im Vorfeld des Verfassungsreferendums hat der von Präsident Mohammed Mursi selbst eingesetzte ägyptische Generalstaatsanwalt Talaat Ibrahim Abdullah Ermittlungen gegen el-Baradei und den ehemaligen Generalsekretär der Arabischen Liga Amr Mussa infolge von Anzeigen wegen „Aufstachelung der Bürger zum Umsturz“ und „Spionage für Israel“ einleiten lassen. El-Baradei galt als wichtigster Gegenspieler Mursis innerhalb der liberalen Opposition; er unterstützte die Bewegung Tamarod, die ihn als Präsidentschaftskandidaten erwog und eine Kampagne zur Absetzung Mursis forcierte.
Am 5. Juli 2013 (zwei Tage nach dem Militärputsch in Ägypten gegen den gewählten Präsidenten Mursi) sollte el-Baradei eigentlich zum Chef einer Übergangsregierung ernannt werden. Interimspräsident Mansur änderte diesen Plan aber kurzfristig, offenbar weil die salafistische Partei des Lichts Widerstand leistete.
Am 9. Juli 2013 wurde el-Baradei zum Vizepräsidenten der Übergangsregierung um Premierminister Hasim al-Beblawi ernannt. El-Baradei sollte dabei in erster Linie für internationale Beziehungen zuständig sein.
Am 14. August 2013 trat er von diesem Amt zurück und begründete dies mit dem Versuch der ägyptischen Regierung, die politische Krise in Ägypten gewaltsam zu lösen. Zum ausgelösten Blutbad sagte er: „Ich habe meinen Rücktritt eingereicht, weil ich nicht die Verantwortung für Entscheidungen tragen kann, mit denen ich nicht einverstanden bin. Bedauerlicherweise werden diejenigen, die zu Gewalt und Terror aufrufen, von dem, was heute geschehen ist, profitieren.“
Am 18. August 2013 verließ el-Baradei Ägypten und flog nach Wien, wo er eine Wohnung aus IAEO-Zeiten hat. Seine Rolle während des Sturzes von Mursi wird in Ägypten und im Ausland kontrovers beurteilt, etwa wegen angeblicher Verhandlungen mit dem Militär bereits im Frühjahr oder seiner unmittelbaren Rechtfertigung des Staatsstreichs. So musste er im Mai 2017 einen Vortrag in London unter massiven Unmutsbekundungen arabischer Aktivisten abbrechen.

## Auszeichnungen
Am 7. Oktober 2005 wurde bekanntgegeben, dass der Friedensnobelpreis im Jahr 2005 an el-Baradei und die Internationale Atomenergieorganisation vergeben wird. Damit würdigte das norwegische Nobelpreiskomitee ihren Einsatz gegen den Missbrauch von Atomenergie für militärische Zwecke und die Gewährleistung maximaler Sicherheitsstandards bei der friedlichen Nutzung der Atomenergie.
Am 4. Dezember 2009 wurde el-Baradei durch den österreichischen Bundespräsidenten Heinz Fischer mit dem Großen Goldenen Ehrenzeichen am Bande für Verdienste um die Republik Österreich ausgezeichnet.
2010 verlieh ihm der deutsche Bundespräsident Horst Köhler das Große Verdienstkreuz mit Stern und Schulterband des Verdienstordens der Bundesrepublik Deutschland.

## Veröffentlichung
- Wächter der Apokalypse. Ein Kampf für eine Welt ohne Atomwaffen, Campus Verlag, Frankfurt am Main/New York 2011, ISBN 978-3-593-39348-3